# The Task (film)
Pour plus de détails, voir Fiche technique et Distribution.
The Task est un film d'horreur britannique réalisé par Alex Orwell, sorti en 2011.

## Synopsis
Plusieurs jeunes sont enlevés de manière musclée en ville. Autrefois, ils ont été candidats à un reality show et l'enlèvement est le moyen choisi par la production de l'émission pour les mettre brutalement face au défi que constitue le jeu : être enfermés ensemble pour passer une nuit dans une prison désaffectée. Cette dernière a été le lieu d'exactions, de tortures et de meurtres par un directeur sanguinaire qui a fini par être lui-même exécuté sur place dans les années 1930. Bien entendu, la rumeur raconte que la prison est encore hantée par le directeur et par ses défuntes victimes...
Chaque candidat est confronté à une épreuve qui se trouve être en rapport avec la plus grande peur que chacun avait confiée lors du casting du reality show.
La production de l'émission a truffé la prison de caméras pour filmer les candidats et de haut-parleurs pour accentuer la peur de ces derniers. Bien-sûr, quelques figurants tiennent lieu de revenants pour ajouter au suspense. Peu à peu, la production est débordée : des caméras tombent en panne, tout ne marche pas comme prévu. Le cruel divertissement dérape : ceux qui apparaissent fugacement sur les images sont-ils vraiment tous les figurants prévus ? Les effets ne sont-ils pas trop réalistes pour être faux ? Finalement, on ne sait plus si les meurtres sont factices. Même la productrice veut mettre un terme au tournage et semble ne pas y parvenir : qui sont vraiment les proies du jeu ?

## Fiche technique
- Titre original : The Task
- Réalisation : Alex Orwell
- Scénarios : Kenny Yakkel
- Société de production : After Dark Originals
- Musique : Ernst W. Meinrath
- Pays d'origine : Royaume-Uni
- Lieu de tournage : Bulgarie
- Langue : anglais
- Genre : Horreur
- Durée : 95 minutes
- Dates de sortie : 
  - Royaume-Uni  : 11 juillet 2011
  - France : 3 avril 2012 (en vidéo)

## Distribution
- Alexandra Staden :Connie
- Victor McGuire : Big Daddy
- Sean Mcconaghy : Snow
- Adam Rayner : Taylor
- Antonia Campbell-Hughes : Angel
- Ashley Mulheron  (VF: Julie Basecqz) Shoe
- Amara Karan : Toni
- Tom Payne : Stanton
- Marc Pickering : Randall
- Texas Battle : Dixon
- Sam Stockman : Scelzi
- Rob Ostlere : Pisser
- Atanas Srebrev : Bob
- Jonas Talkington : Clown
- Valentin Ganev : Warden

Source et légende : Version française (V. F.) sur RS Doublage